# Groupes interne et externe (sociologie)
Pour l’article homonyme, voir Groupes interne et externe (cladistique).

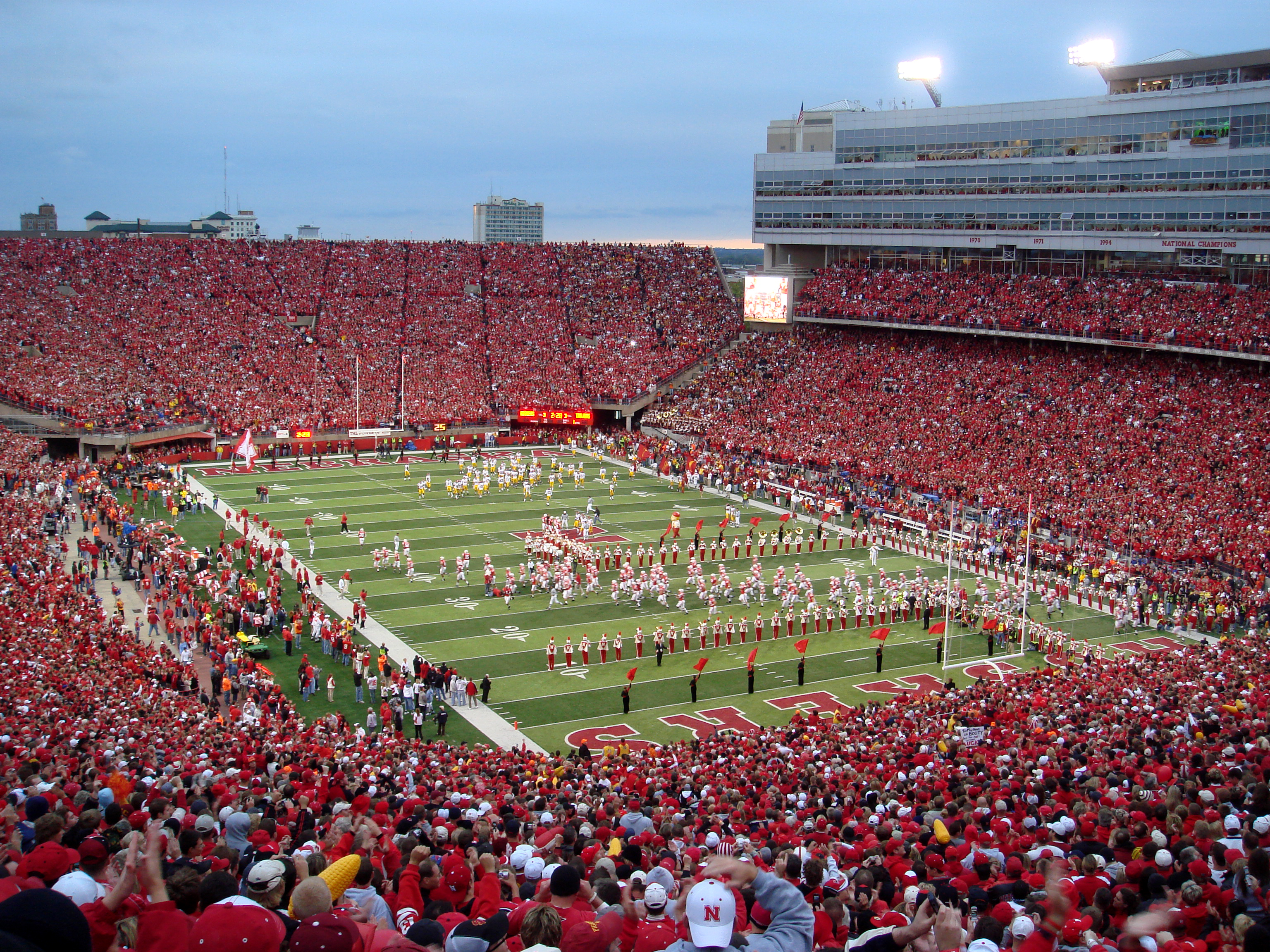
Les personnes dans ce stade forment un groupe interne de fans de football, leur groupe externe étant composé de ceux qui ne sont pas fans de ce sport. Cependant, les supporteurs d'une équipe forment également leur propre groupe interne où les supporteurs de l'équipe adverse forment le groupe externe.

En sociologie et en psychologie sociale, un groupe interne (ou in-group en anglais, ou endogroupe) est un groupe social auquel une personne s'identifie psychologiquement comme étant membre. Les gens peuvent par exemple s'identifier à leur groupe d'amis, leur famille, leur communauté, leur équipe sportive, leur parti politique, leur sexe, leur ethnicité, leur religion ou leur nationalité.
Par opposition, un groupe externe (ou out-group en anglais, ou exogroupe) est un groupe social auquel un individu ne s'identifie pas.
Cette terminologie fut popularisée par Henri Tajfel et ses collègues à partir des années 1970 lors de son travail sur la théorie de l'identité sociale. L'importance de la catégorisation en groupe interne et externe a été mise en évidence à l'aide du paradigme de groupe minimal. Tajfel et ses collègues ont découvert que les individus peuvent former des groupes d'auto-préférence en quelques minutes, et que de tels groupes peuvent se former même sur la base de caractéristiques discriminatoires complètement arbitraires et inventées, telles que des préférences pour certaines peintures,,,.

## Phénomènes associés
La catégorisation psychologique des individus dans des groupes internes et externes est associée à une variété de phénomènes. Les exemples suivants ont fait l'objet de nombreuses recherches académiques.

### Favoritisme intragroupe
Le favoritisme intragroupe fait référence au fait que, sous certaines conditions, les individus auront une plus grande affinité pour le groupe interne que pour le groupe externe, ou envers toute personne qui se considère en dehors du groupe interne.
Notre perception des actions des autres individus est également affecté par le favoritisme intragroupe. Dans les faits, les individus ont tendance à évaluer plus positivement les actions des membres de leur propre groupe que celles des membres du groupe externe.
Le favoritisme intragroupe a été notamment étudié dans une étude empirique menée par Molenberghs et ses collaborateurs en 2013. L'expérience montre qu'il suffit d'assigner arbitrairement un individu à un nouveau groupe pour créer des biais inter-groupaux, de sorte qu'apparait une préférence pour le nouveau groupe assigné. Dans l'étude les participants, séparés en deux groupes de supporter, devaient observer des vidéos de leur équipe et de l'équipe adverse. Les participants ont ensuite été invités à juger de la vitesse des mouvements des mains des deux équipes. En moyenne, les participants ont jugé que les membres de leurs propres équipes étaient plus rapides, bien que les mouvements des mains étaient exactement les mêmes pour les deux équipes.
Pour finir, Hastorf et Cantril réalisèrent une étude pionnière dans le domaine en 1954. Des étudiants de Princeton et Dartmouth furent invités à retranscrire le déroulement d'un match de football entre leurs deux équipes. Bien que les étudiants aient observé les mêmes vidéos du match, leur retranscription de ce qu'ils avaient vu était si radicalement différente qu'ils semblaient avoir assistés à deux matchs complètement différents.

### Mécanismes neuronaux du favoritisme du groupe interne et des biais envers le groupe externe
Il est légitime de se demander par quel mécanisme le favoritisme du groupe interne a lieu, et cela même chez des individus assignés arbitrairement à nouveau groupe. Les travaux de recherche semble pointer vers les processus de prise de décision inconscients, se déroulant au niveau neurologique, et où le favoritisme au sein du groupe interne et les préjugés vers le groupe externe se produisent très tôt dans la mécanismes de perception. Ce processus peut commencer par le simple regard du visage d'une personne. Les recherches indiquent également que les individus sont plus rapides et plus précis pour reconnaître les visages des membres du groupe interne par rapport aux membres de du groupe externe. En effet, les chercheurs d'une étude de reconnaissance interraciale ont enregistré l'activité dans le cerveau du niveau d'oxygène sanguin (BOLD) de participants noirs et blancs pendant qu'ils regardaient et tentaient de se souvenir d'images de visages noirs, de visages blancs et d'objets inconnus. Ils ont découvert que les participants présentaient une plus grande activité dans la zone du visage fusiforme (FFA), une zone du gyrus fusiforme liée à la reconnaissance d'objets et des visages, lors de la visualisation des visages de la même ethnicité par rapport aux visages d'autres ethnicité,,,. Cela suggère que les visages du groupe externe ou d'inconnus peuvent ne pas être reconnus avec la même "intensité" que les visages du groupe interne. Des recherches antérieures ont également montré que la dévaluation et la déshumanisation des membres du groupe externe sont exacerbées lorsque l'encodage initial et le traitement de la configuration d'un visage du groupe externe sont entravés. Ainsi, non seulement ce processus de codage initial déshumanise les membres du groupe externe, mais il contribue également à un effet d'homogénéité, selon lequel les membres du groupe externe sont perçus comme plus similaires les uns aux autres par opposition aux individus du groupe interne.

### Homogénéité du groupe
La catégorisation des personnes en groupes sociaux augmente la perception que les membres d'un groupe sont similaires les uns aux autres. Un résultat de ceci est l'effet d'homogénéité envers les groupes externes. Cela se réfère à la perception des membres d'un groupe externe comme étant homogènes, tandis que les membres de son groupe interne sont perçus comme étant divers, par exemple « ils se ressemblent ; nous sommes divers »,. Cela est plus susceptible de se produire en ce qui concerne les caractéristiques négatives. Néanmoins, sous certaines conditions, les membres du groupe interne peuvent aussi être perçus comme étant similaires les uns aux autres, mais en ce qui concerne les caractéristiques positives. Cet effet est appelé homogénéité du groupe interne.

### Discrimination envers le groupe externe
La discrimination entre les groupes internes et les groupes externes émerge avec le favoritisme envers le groupe interne et son absence envers le groupe externe. Les discriminations envers un groupe externe prend place lorsque ce dernier est perçu comme menaçant pour les membres d'un groupe interne.
La discrimination accompagne souvent le favoritisme. Certaines recherches suggèrent que les discriminations envers le groupe externe se produisent lorsque ce dernier est perçu comme bloquant ou entravant les objectifs d'un groupe interne. Ce processus semble être une conséquence naturelle du processus de catégorisation.

### L'influence sociale
Il a été démontré que les individus s'identifiant à un groupe interne seront influencés différemment par les membres du dit groupe en comparaison à ceux extérieur au groupe. Cela implique que, dans des conditions où la catégorisation du groupe interne est psychologiquement pertinente, les gens seront plus enclins à changer leurs croyances selon les normes sociales des membres du groupe interne.

### Polarisation groupale
Cela se réfère généralement à la tendance des groupes à prendre des décisions plus extrêmes que l'inclinaison initiale de leurs membres, mais la polarisation a également été observée pour des croyances plus centristes.

## Rôle postulé dans l'évolution humaine
En psychologie évolutionniste, le favoritisme au sein du groupe interne est vu comme un mécanisme sélectionné pour ses avantages pour l'adhésion à une coalition. Des caractéristiques telles que le sexe et l'ethnicité sont des caractéristiques inflexibles voire essentielles dans ces systèmes,. Cependant, il est prouvé que les éléments de favoritisme restent flexibles, dans le sens qu'ils peuvent être modifiés par des changements dans la catégorisation sociale. Une étude dans le domaine de la génétique comportementale suggère que des mécanismes biologiques peuvent favoriser la coexistence de systèmes à la fois flexibles et essentialistes.